# 忠臣蔵 音無しの剣
ドラマスペシャル『忠臣蔵 音無しの剣』（ちゅうしんぐら おとなしのけん）は、2008年12月14日にテレビ朝日系で放映された時代劇である。田村正和主演。田村は1998年のスペシャルドラマ『眠狂四郎IV 雪の夜に私を殺して！狂四郎を愛し続けた女』以来、この作品で約10年ぶりに時代劇に出演した。
映画『カサブランカ』的なラブストーリーの要素を含んだ忠臣蔵外伝。音無しの剣の使い手である結城慶之助はかつて恋した女のために赤穂浪士の討ち入りを助ける。

## 出演
- 結城慶之助：田村正和[7]
- 志保：和久井映見
- 堀部安兵衛：原田龍二
- 浅野内匠頭：中村俊介
- 小林平八郎：松重豊
- 柳沢吉保：西村雅彦
- 吉良上野介：鶴田忍
- 大石内蔵助：橋爪功
- 猿橋三右衛門：本宮泰風
- 岡野金右衛門：丹羽貞仁
- 千馬三郎兵衛：山口勝司
- 梶川与惣兵衛：峰蘭太郎
- おれん：安田ひとみ
- 善七：有薗芳記
- 八右衛門：谷口高史
- 役人：井上高志
- 浪人：田宮五郎
- おもん（密偵）：山崎真実
- お吉：滝ありさ
- ：棚橋幸代
- 大工：徳井優
- 色部又四郎：西田健
- お京：梶芽衣子
- 徳川綱吉：小林稔侍
- 松平直矩：宇津井健
- 成田屋清兵衛：中村雅俊

## スタッフ
- 監督：橋本一[8]
- 脚本：宮川一郎
- 音楽：大島ミチル
- プロデューサー：田中芳之、加藤貢、河瀬光、江平光男